# Édouard Joly
Pour les articles homonymes, voir Joly.
Édouard Joly, né à Saint-Rémy (Côte-d'Or) le 3 novembre 1898, mort le 8 juillet 1982 à Beaune est un ingénieur aéronautique français.

## Biographie
Il rentre dès 14 ans dans une entreprise de vente et de réparation de matériel agricole.
Durant la Première Guerre mondiale, il sera mobilisé comme mécanicien d'aviation à Avord puis à Dijon. À la fin de la guerre, il revient à son entreprise dont il deviendra le patron.
Son intérêt pour l'aviation le poussera, en 1932 à devenir l'un des membres fondateurs de l'aéroclub beaunois ; il construit alors plusieurs planeurs, et avions, dont un Pou du ciel.
En 1946, il s'associe avec son gendre Jean Délémontez pour fonder la société Jodel d'étude, de construction et de réparation de matériels aériens. Ils concevront la lignée des avions Jodel et Robin qui seront fabriqués à plus de 6 000 exemplaires depuis plus de 50 ans.
Il est enterré au cimetière de Beaune.